# ピエロ・ピッチオーニ
ピエロ・ピッチオーニ（Piero Piccioni, 1921年12月6日 - 2004年7月23日）は、イタリアの作曲家、音楽家である。映画音楽を中心にラウンジ・ミュージックの第一人者でもある。

## 人物・来歴
ミラノに生まれる。学校に通うなどして音楽を学んだことはないが、1938年にはすでにラジオに出演するようになっていた。
1950年代から映画音楽を手がけるようになり、フランチェスコ・ロージ、ルキノ・ヴィスコンティ、ベルナルド・ベルトルッチといった監督たちの作品のサウンドトラックを手がけた。1963年、『シシリーの黒い霧』の音楽でナストロ・ダルジェント作曲賞を受賞する。
イタリアのコメディ俳優アルベルト・ソルディとの親交もあり、1965年にはソルディの監督・脚本・主演作『ロンドンの煙』のスコアを書いた。
2004年7月23日、ローマで死去した。満82歳没。

## おもなフィルモグラフィ
特筆以外は劇伴音楽のスコアを書いた作品の一覧である。
- 『わたしの罪ではない』 Il mondo le condanna : 監督ジャンニ・フランチョリーニ、1953年
- 『芽ばえ』 Guendalina : 監督アルベルト・ラットゥアーダ、1957年
- 『テンペスト』 La tempesta : 監督アルベルト・ラットゥアーダ、1958年
- 『世界の夜』 Il mondo di notte : 監督ルイジ・ヴァンツィ、1959年
- 『三月生れ』 Nata di marzo : 監督アントニオ・ピエトランジェリ、1958年
- 『従業員』 L'impiegato : 監督ジャンニ・プッチーニ、1960年
- 『十七歳よさようなら』 I dolci inganni : 監督アルベルト・ラットゥアーダ、1960年
- 『汚れなき抱擁』 Il bell'Antonio : 監督マウロ・ボロニーニ、1960年
- 『狂った情事』 La giornata balorda : 監督マウロ・ボロニーニ、1961年
- 『逆襲!大平原』 Romolo e Remo : 監督セルジオ・コルブッチ、1961年
- 『闘将スパルタカス』 Il figlio di Spartacus : 監督セルジオ・コルブッチ、1962年
- 『シシリーの黒い霧』 Salvatore Giuliano : 監督フランチェスコ・ロージ、1961年 - ナストロ・ダルジェント作曲賞受賞
- 『ベルトルッチの殺し』 La commare secca : 監督ベルナルド・ベルトルッチ、1962年
- 『屋根裏部屋』 L’attico : 監督ジャンニ・プッチーニ、1962年
- 『パルマの少女』 La Parmigiana : 監督アントニオ・ピエトランジェリ、1963年
- 『悪魔』 Il Diavolo : 監督ジャン・ルイジ・ポリドロ、1963年
- 『ブーム』 Il Boom : 監督ヴィットリオ・デ・シーカ、1963年
- 『つかの間の恋心』 Un tentativo sentimentale : 監督パスクァーレ・フェスタ・カンパニーレ / マッシモ・フランチオーザ、1963年
- 『軽蔑』 Le Mépris : 監督ジャン＝リュック・ゴダール、1963年 - イタリア・スペイン版音楽（オリジナル版ジョルジュ・ドルリュー）
- 『苦い人生』 La vita agra : 監督カルロ・リッツァーニ、1964年
- 『私は宇宙人を見た』 Il disco volante : 監督ティント・ブラス、1964年
- 『ミネソタ無頼』 Minnesota Clay : 監督セルジオ・コルブッチ、1964年
- 『愛してご免なさい』 3 notti d'amore : 監督レナート・カステラーニ / フランコ・ロッシ / ルイジ・コメンチーニ、三部作映画、1964年
- 『真実の瞬間』 Il momento della verità : 監督フランチェスコ・ロージ、1965年
- 『ロンドンの煙』 Fumo Di Londra : 監督・脚本・主演アルベルト・ソルディ、1965年
- 『私は彼女をよく知っていました』 Io la conoscevo bene : 監督アントニオ・ピエトランジェリ、1965年
- 『華麗なる殺人』 La decima vittima : 監督エリオ・ペトリ、1965年
- 『すみません、賛成ですか反対ですか？』 Scusi, lei è favorevole o contrario? : 監督・脚本・主演アルベルト・ソルディ、1966年
- 『華やかな魔女たち』 Le streghe : 監督ルキノ・ヴィスコンティ / マウロ・ボロニーニ / ピエル・パオロ・パゾリーニ / フランコ・ロッシ / ヴィットリオ・デ・シーカ、オムニバス映画、1967年 - エンニオ・モリコーネと共同
- 『私は楽しみの為にあなたと結婚しました』 Ti ho spossato per allegria : 監督ルチアーノ・サルチェ、1967年
- 『イタリア式奇蹟』 C'era una volta... : 監督フランチェスコ・ロージ、1967年
- 『ヤング・タイガー』 I giovani tigri : 監督アントニオ・レオンヴィオラ、1967年
- 『異邦人』 Lo straniero : 監督ルキノ・ヴィスコンティ、1968年
- 『ハレンチ地帯をあばく 裸にされたイギリス』 Inghilterra nuda : 監督ヴィットリオ・デ・システィ、1969年
- 『私の愛は私を助けてくれます』 Amore mio aiutami : 監督・脚本・主演アルベルト・ソルディ、1969年
- 『ああ、おばあちゃんが死んだ！』 Toh, è morta la nonna! : 監督・マリオ・モニチェリ、1969年
- 『一般的な論争』 Contestazione generale : 監督ルイジ・ザンパ、1970年
- 『総進撃』 Uomini contro : 監督フランチェスコ・ロージ、1970年
- 『デンジャー・ポイント』 Puppet on a Chain : 監督ジェフリー・ジェームズ・リーヴ / ドン・シャープ、 イギリス映画、1971年
- 『黒い砂漠』 Il caso Mattei : 監督フランチェスコ・ロージ、1972年
- 『コーザ・ノストラ』 Lucky Luciano : 監督フランチェスコ・ロージ、1973年
- 『流されて…』 Cadaveri eccellenti : 監督リナ・ウェルトミューラー、1974年
- 『ローマに散る』 Cadaveri eccellenti : 監督フランチェスコ・ロージ、1976年
- 『エボリ』 Cristo si è fermato a Eboli : 監督フランチェスコ・ロージ、1979年
- 『予告された殺人の記録』 Cronaca di una morte annunciata : 監督フランチェスコ・ロージ、1987年